# Иштван Шаркези
Иштван Шаркези (мађ. Sárközi István), (Јасберењ, 21. октобар 1947 — Будимпешта, 31. јануар 1992) био је мађарски фудбалер, олимпијски шампион, играо је на позицији десног крила и десног везног.

## Клуб
Године 1966. започео је каријеру у тиму Јасзберени НБ. Његов таленат је запажен па је потписао за Егер за који је играо између 1966. и 1967. године. Године 1968. појавио се и у шампионском тиму МТК. Између 1968. и 1975. играо је као фудбалер за МТК. У сезони 1970/71, дошло је до несугласица у клубу и МТК их је одстранио из клуба. Шаркози није смео да игра у клубу све до 30. септембра 1972. године. Између 1977. и 1979. године постао је играч МАВ Елоре СК у Секешфехервару. Између 1979. и 1980. био је фудбалер за Епитек СК из Будимпеште. Током каријере постигао је тридесет и три гола на 227 утакмица мађарске прве лиге.

## Репрезентација
Био је члан фудбалског тима који је освојио златну медаљу на Олимпијским играма у Мексико Ситију 1968. На турниру је добио прилику да игра у мечевима против Салвадора и Гане и постигао је један гол.
Године 1982. био је умешан у тото скандал (спортска кладионица). Дана 30. септембра 1983. добио је две године затвора и трогодишњу забрану обављања јавних послова, који је озваничен 15.02.1984. Из затвора је изашао после годину и по дана. Дана 31. јануара 1992. године, под нејасним околностима, између Ракошчабе и Пецела, погинуо је под точковима железничког воза.

## Достигнућа
- Олимпијске игре
  - златна медаља: 1968. Сјудад Мексико
- Куп Мађарске у фудбалу
  - победник: 1968